# ダレント川
ダレント川（ダレントがわ、River Darent）は、イギリスのケントを流れる川であり、テムズ川の支流。
名前の由来はケルト語であるとされており、「オークの木が育つ川」という意味である。
ウェスターハムの南の丘から地下水の供給を受け、セブンオークの泉を源泉としている。そこからオットフォード村、ショアハム村を北に抜け、アインズフォード、ファーニンガム、ホートン・キルビー、サウス・ダレンス、サットン・アット・ホーン、ダレンス、ダートフォードの街を抜けていく。ダートフォードは『ドゥームズデイ・ブック』の中ではタレントフォート (Tarentefort) と記載されており、ロンドンからケント沿岸へ向かう道にあり、ダレント川を渡る (ford) 場所であった。ローマ帝国の記録にも渡し守がいたことが記されていた。1235年から隠者によって渡しが行われるようになった。15世紀初期のヘンリー4世の時代に歩行者用の橋が作られたが、1518年まで隠者が渡しをする慣習が残っていた。この橋は18世紀の中ごろまで存在していた。
ダードフォードの北で、ダレント側は西から来たクレイ川と合流し、ダートフォード湿地とクレイフォード湿地を通り、クレイフォード・ネスの近くでテムズ川と合流する。セブンオークからテムズ川に合流するまでのダレント川の地図上から推測される長さは27kmほどである。
1989年に川の水量が急激に減少していることが観測され、イギリス中で最も水量が少ない川であると公式に確定された。野生生物の生息域が破壊されていることが認識され、川の水量を回復させるために様々な手段がとられた。環境省の指導の下、川沿いのボーリングによる穴が数多く封鎖され、水量は回復してきている。川の環境保全の成功を記念して、2004年にダレント川の野生生物を模した彫像が公開された。